# Helictopleurus viridiflavus
Helictopleurus viridiflavus är en skalbaggsart som beskrevs av Leon Fairmaire 1898. Helictopleurus viridiflavus ingår i släktet Helictopleurus och familjen bladhorningar. Inga underarter finns listade i Catalogue of Life.